# Villa de Leales
Villa de Leales es una comuna rural situada en el departamento Leales, en la provincia de Tucumán, Argentina a 45 km de San Miguel de Tucumán por RP 306.
Su centro es la plaza principal San Martín donde se ubican las instituciones. Cuenta con una iglesia que cumplió 230 años el pasado 2010 y posee también a orillas del río Salí un castillo que data de 1890 aproximadamente.

## Población
Cuenta con 1237 habitantes (Indec, 2010), lo que representa un leve incremento del 0,5% frente a los 1230 habitantes (Indec, 2001) del censo anterior.
| Gráfica de evolución demográfica de Villa de Leales entre 1991 y 2010 |
|                                                                       |
| Fuente: Censos nacionales del INDEC                                   |

## La Ruta y el acceso
Para acceder a esta comuna situada 45 km al sureste de San Miguel de Tucumán hay que transitar por la ruta provincial 306 parcialmente pavimentada. La Villa de Leales, en el departamento homónimo, cobija a más de 2000 habitantes y se encuentra a la vera del trazado provincial.
Otro arco indica el acceso al corazón de la jurisdicción, cuyo nacimiento se remonta al siglo XVIII. Tras recorrer dos cuadras por la avenida Jose Venecia se desemboca en la plaza principal San Martín. En los alrededores se localizan las principales instituciones. En una de las esquinas está la iglesia que 232 años en 2012. También a más de 1300 metros hacia el este, próximo a las orillas del río Salí se sitúa el mítico Castillo del Castoral, que data de 1890 aproximadamente.

## Educación
En la localidad se encuentran 2 instituciones secundarias, una de ellas es el Colegio Agrotecnico La Candelaria, este Colegio es especial ya que es el único en Tucumán que posee el valor de ser privado pero a la vez gratuito.
La otra institución de la comunidad es la Escuela Técnica N.º 1, que junto la Esc. Técnica de Bella Vista son las dos con mayor cantidad de alumnos del Departamento Leales
A estas instituciones asisten jóvenes de diferentes localidades incluyendo lugares como Quilmes y Los Sueldos, Villa Fiad, Santa Rosa de Leales, Bella Vista.

## Comunidad de fe
Esta Comunidad es una de las pocas localidades de Argentina que cuenta con dos Fiestas Patronales (o sea con dos Patronos) a las cuales asisten miles de fieles de todos los rincones de la Provincia y de provincias vecinas, estas fiestas son:
- Ntra. Sra. de la Candelaria: 2 de febrero
- San Roque: 16 de agosto.

## Historia
La historia de esta localidad se remonta al siglo XVIII, cuando en 1780 fue creado el Curato de Los Juárez, llamado de esta manera por la familia cuyas propiedades se extendían por la zona. La sede del curato, también llamado "del Río Grande" abarcaba las localidades ubicadas al margen este del Río Salí: Los Sueldos, Los Campero, Laguna Blanca, Mancopa, Santa Rosa hasta la jurísdicción de Santiago del Estero. La actual Villa de Leales se remonta a un pequeño caserío que rodeó la construcción de la capilla, hecha con adobes y techo de paja, con un campanario sostenido por horcones de quebrado.
En el año 1863, una gran inundación del Río Salí arrasó con el caserío y destruyó el templo religioso, salvándose la imagen de la Virgen de la Candelaria y los libros de registro de bautismos y defunciones. El pueblo fue construido en su ubicación actual.
Tomándose el nombre de esta comunidad para el Departamento (Leales).

## Historia del tren
El trayecto ferroviario de 96 km, que atravesaba en curva de noreste a sureste el territorio provincial, se denominaba Ramal C10 del Ferrocarril Belgrano. Fue construido por el hoy inexistente Ferrocarril Central Norte Argentino y permaneció activo durante un poco más de cuatro décadas.
Oficialmente se inauguró el martes 30 de julio de 1929, en una pomposa ceremonia. Ese año había concluido la extensión de rieles hasta la conocida villa turística termal, próxima a Tucumán. Claro está que dos décadas atrás ya se había construido el primer trayecto entre Pacará y El Bracho, habilitado el 6 de julio de 1909. El 20 de junio de 1915 la punta de riel ya se había extendido hasta Leales.
El trazado del C10 se estancó en la Villa de Río Hondo, ya que nunca se llevó adelante la prolongación hasta la capital santiagueña. Se clausuró en la década del 70. Siete años después, las estaciones de su recorrido se cerraron. Y en 1980, el Gobierno nacional, a través de una licitación, dispuso el levantamiento del camino de hierro. Esos trabajos priorizaron el tramo entre Leales y la ciudad termense.

### El tren inaugural hacia Río Hondo
El gobernador José Sortheix; el vicegobernador de Buenos Aires, Alejandro Ortuza; el administrador de Ferrocarriles del Estado, ingeniero Claps; los cónsules de Bélgica y de Perú y más de 130 tucumanos ilustres integraron la comitiva del tren inaugural del ramal C-10, en 1929. Hubo un asado en Villa de Leales. En Las Termas los únicos oradores fueron el doctor Eduardo Rojas, gobernador de Santiago del Estero; y Adriano Bourguignon, ministro de Gobierno y Hacienda de Tucumán.

## Estación del Tren
El viejo edificio es hoy la vivienda de la familia Brito. También perdura la casa de los maquinistas. Son los únicos restos de la parada, que fue epicentro de la fastuosa inauguración del ahora olvidado ramal Pacará-Las Termas, en 1928.
Alguna vez el camino de hierro atravesó el pueblo. Pero de esa época solo quedan indicios abstractos o relatos orales de celosos custodios de la memoria lugareña. Sin embargo, la región fue escenario de atrapantes historias bélicas entre indígenas, de misterios típicos de tierra adentro, de romances de excéntricos millonarios y de calamidades insospechadas. También de enigmas y de testimonios de fe.
Solo el edificio de la exestación del tren y de la otra residencia de los maquinistas son tangibles. Cuesta creer ahora que la Casa 10 de la Manzana B del barrio San Roque, de Villa de Leales, haya sido el epicentro -hace 84 años- del acto inaugural del ramal C-10 del ex ferrocarril estatal Belgrano. No porque se encuentre deteriorada -al contrario, la mantienen en muy buen estado- sino por la inexistencia de su entorno típicamente ferroviario. Esa abstinencia de indicios de tiempos de trenes, de máquinas a vapor, de cambios manuales y de señales es lo que la caracteriza como vivienda.
Así como las imágenes de Cristo y de la Virgen de la Candelaria se salvaron milagrosamente de la inundación que en 1863 arrasó con la iglesia y la villa, la estación ferroviaria de esta comuna también pudo perdurar. Aunque el ramal Pacará-Las Termas hoy sea inviable de reactivar: no queda ningún raíl, tampoco durmientes ni vagones. Así las cosas, como diría el poeta, "a veces es más triste vivir olvidado que morir mil veces y ser recordado".

## Campo Experimental RegionalINTALeales
Una de los dos campos experimentales de Tucumán se encuentran en esta jurisdicción comunal, más específicamente en la comunidad de Los Quemados. Cuenta con 1.492 ha donde se llevan actividades de dos temas, "ganadería": bovinos para carne y caprinos, y "granos": maíz y poroto.

## Parroquias de la Iglesia católica en Villa de Leales
| Diócesis  | Santísima Concepción            |
| --------- | ------------------------------- |
| Parroquia | Nuestra Señora de la Candelaria |